# Chlosyne pearlae
Chlosyne pearlae är en fjärilsart som beskrevs av Gunder 1926. Chlosyne pearlae ingår i släktet Chlosyne och familjen praktfjärilar. Inga underarter finns listade i Catalogue of Life.